# Hospital Vell (Vilanova i la Geltrú)
L'Hospital Vell és antic hospital del municipi de Vilanova i la Geltrú (Garraf) protegit com a bé cultural d'interès local, i que actualment es fa servir com a escola d'educació especial.

## Edifici
Construcció entre mitgeres, de grans dimensions i planta en forma d'U organitzada al voltant d'un pati interior. L'edifici actual consta de planta baixa, dos pisos i coberta de teula a dues vessants, amb carener paral·lel a la línia de façana. La façana principal presenta una composició gairebé simètrica.
La planta baixa mostra cinc portals d'arc escarser amb sòcols de pedra i una finestra rectangular. Les finestres i balcons dels dos pisos superiors són allindanats; els balcons, situats als extrems de la façana, tenen peanya de pedra i barana de ferro forjat.
Les façanes que donen al pati tenen galeries perimetrals allindanades amb baranes de ferro forjat. Malgrat la importància dels canvis introduïts a l'edifici a conseqüència de les obres de reforma i ampliació del 1949, aquesta intervenció va respectar l'organització de la tipologia original.

## Història
L'origen d'aquest edifici se situa als segles XIV-XV. Ja al segle xvi es disposa de documentació sobre l'existència de l'hospital a l'emplaçament actual. Al segle xvii, en el procés d'expansió de la vila, l'edifici va quedar incorporat dins el recinte urbà. En aquell segle l'hospital comptava amb dues sales per a malalts i una capella. Al segle xviii se li afegiren dues sales més.
L'any 1835 l'edifici perdé la funció hospitalària en construir l'hospital actual, però no es deixà d'utilitzar, ja que es convertí en Escoles Públiques, i l'hospital es va traslladar a l'Hospital de Sant Antoni Abat. Al llarg del segle xx, l'antic hospital ha estat objecte d'intervencions diverses. El 1949 es van fer obres de reforma i ampliació per encàrrec de l'ajuntament i segons projecte de l'arquitecte municipal J. M. Miró. El 1952 es van fer reformes a la distribució interior, el 1970 es reformà per tal d'adaptar-lo a la seva funció actual, d'escola d'educació especial.